# Розен Іван Семенович

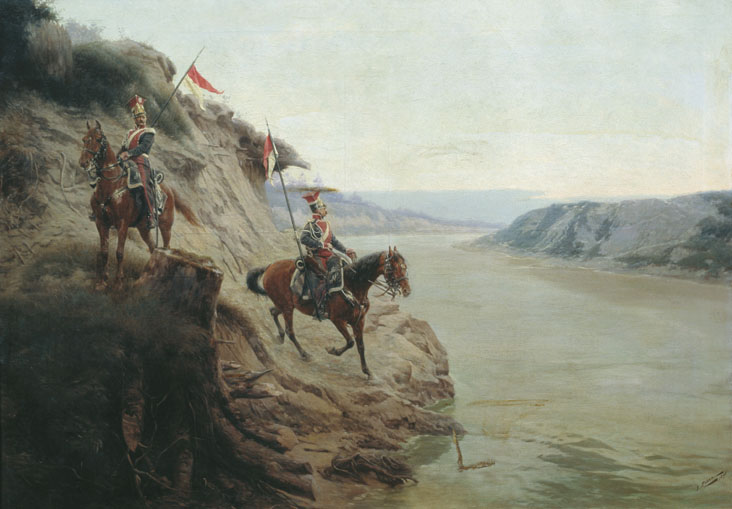
Два польські улани біля обриву. Розен Іван Семенович. 1898

Розен Іван Семенович (1857, Москва — 1918) — російський художник, баталіст і жанрист. Академік батального живопису.

## Біографія
Іван Семенович Розен народився в Москві, в заможній родині. У нього рано виявилися здібності до мистецтва. Івана навчав малюванню прекрасний рисувальник та ілюстратор, професор історичного живопису А. Й. Шарлемань. Дванадцяти років Іван Розен був відданий до Пажеського корпусу, а в двадцять вступив в Московське училище живопису, скульптури та архітектури. У 1886 році Розен отримав звання класного художника. Свої уподобання в образотворчому мистецтві він віддає військовій темі. Іван Розен домагається швидких успіхів — в 1893 році удостоюється звання академіка батального живопису. У 1911 році створив цикл картин про перебування Гвардійського екіпажу в Парижі в 1814 році, які в 1918 році були передані з Гвардійського екипажу до Центрального військово-морського музею в Санкт-Петербурге.